# Naruto geografija
Svijet anime i manga serija Naruto sadrži mnoge pokrajine i lokacije koje su predstavljene publici.
Pokrajine surađuju i razdvajaju se kao političke jezgre te su vjerojatno monarhije kojima upravljaju vladari zemlje, a oni se nalaze na istoj razini kao i vođe skrivenih sela. Naruto svijet je u mnogim pogledima sličan feudalnom Japanu; te zemlje održavaju međusobnu ravnotežu jedino s velikim utjecajem i moći. Sporazumi se potpisuju, no uglavnom nisu ni vrijedni papira na kojem su pisani.
Bez obzira na tu sličnost, u seriji su viđene i neke moderne stvari poput kina, sigurnosnih kamera te čak i modernijih medicinskih pomagala te uređaja. Također su prisutna računala, kao i igraće konzole. 

## Pet velikih pokrajina
Od svih pokrajina u Naruto svijetu, pet ih se smatra najmoćnijima i najutjecajnijima. To su Zemlja Zemlje, Zemlja Vatre, Zemlja Munje, Zemlja Vode i Zemlja Vjetra. Svaka od njih predstavlja jedan od pet elemenata (zemlja, vatra, munja, voda i vjetar) te njom upravlja po jedan Kage.

### Zemlja Munje
Zemlji Munje (雷の国, Kaminari no Kuni) se također nijue obraćalo puno pažnje u seriji. Zna se jedino da je usmjerena prema elementu munje te da je dom skrivenom selu Kumogakure, Selu Skrivenom u Oblacima. Zemlja Munje je također bile dom jinchurikija Demonske mačke, Yugito Nii, koju je Akatsuki ubio izvlačeći iz nje njezinu zvijer.

### Zemlja Vatre
Zemlja Vatre je dom selu Konohagakure, Selu Skrivenom među Lišćem, te dom većini glavnih likova u Narutu. Ta zemlja uživa u relativno umjerenoj klimi, s obično sunčanim vremenom tijekom cijele godine. Isprva se smatrala jednom od najsnažnijih pokrajina, no postala je znatno slabija nakon Orochimarove invazije Konohe.

### Zemlja Vjetra
Zemlja Vjetra (風の国, Kaze no Kuni) je suha i zapuštena pokrajina, no također ima nekolicinu veoma snažnih ninja. Njezino skriveno selo je Sunagakure, Selo Skriveno u Pijesku. Zemlja Vjetra nije bila umiješana u politiku sve donedavno te je čak imala potpisani mirovni sporazum sa Zemljom Vatre. Vladar koji njome upravlja, međutim, sustavno je smanjivao trošak svoje vojne sile i preusmjeravao misije, koje bi obično adresirao na skriveno selo svoje vlastite pokrajine, na Konohagakure, tjerajući u to vrijeme Kazekagea na poduzimanje očajnih poteza.

### Zemlja Vode
Zemlja Vode (水の国, Mizu no Kuni) usmjerena je prema elementu vode. Njezino je vrijeme obično svježe te puno magle i jezera. U nekim područjima, poput onoga gdje je Haku odrastao, veoma je hladno te pomalo i sniježi. O njoj se veoma malo zna te se vjerojatno ne miješa u većinu političkih veza, što je prihvatljivo, s obzirom na to da je ona otok odsječen od kontinenta i ostalih četiri glevnih pokrajina. Njezino skriveno selo je Kirigakure, Selo Skriveno u Magli. Zabuza Momochi je kanio provaliti i zaposjesti tu zemlju, no prognan je. Zemlja Vode je najmanja od pet velikih pokrajina, što je možda razlog njezinim groznim završnim ispitima koje je činila.

### Zemlja Zemlje
Zemlji Zemlje (土の国, Tsuchi no Kuni) nije obraćeno mnogo pozornosti u seriji do sada. Zna se jedino da je usmjerena prema elementu zemlje te se uglavnom sadrži od planina i špilja. Ona nije saveznik Zemlje Vatre, što se moglo naslutiti u "Kakashi Gaiden" dijelu radnje. Njezino se selo zove Iwagakure, Selo Skriveno među Kamenjem.

## Druge shinobi pokrajine

### Zemlja Kiše
Zemlja Kiše (雨の国, Ame no Kuni) je dom selu Amegakure, no, osim toga, malo se zna. U nečijem se sjećanju pokazalo da je ta zemlja krcata velikim brojem malih nastamba u veoma šumovitom području, što upućuje na mogućnost da bi se moglo nalaziti u džungli.

### Zemlja Medvjeda
Zemlja Medvjeda (熊の国, Kuma no Kuni) je predstavljena u "Selo Zvijezde" dijelu radnje te je dom selu Hoshigakure. Okružena je kanjonom punjenim otrovnim gasom.

### Zemlja Mjeseca
Zemlja Mjeseca (月の国, Tsuki no Kuni) je glavno mjesto radnje Trećeg Naruto filma. To je otočna nacija u obliku polumjeseca, što upućuje na njezino ime. Ona je dom ninja selu Getsugakure. Na prvom Chunin ispitu viđen je ninja s trakom i simbolom mjeseca na njoj kako polaže ispit, no nije bio spominjan niti prikazivan u drugim ispitima.

### Zemlja Rižinih Polja
Zemlja Rižinih Polja (田の国, Ta no Kuni), poznata i kao Zemlja Zvuka, mala je pokrajina koja graniči sa Zemljom Vatre te je dom Otogakurea, Orochimarovog vlastitog skrivenog sela. Zemlja Rižinih Polja bilo je prvotno ime te pokrajine, a Zemlja Zvuka je Orochimarov vlastiti naziv za nju. Mnogo njezinih shinobija je sabrano, s većinom iz klana Fuma, kako bi se zadovoljile njene potrebe za sljedbenicima i jutsuima.

### Zemlja Snijega
Zemlja Snijega (雪の国, Yuki no Kuni) bila je glavno mjesto radnje u Prvom Naruto filmu, u kojem ju je zaposjeo tiranin. Njezino skriveno selo je Yukigakure. Zemlja Snijega posjeduje napredniju razinu tehnologije u usporedbi s ostalim zemljama u Naruto svijetu. Stvari poput željeznica, zrakoplova, generatora za snagu i pištolja za njih su normalne, iako su poslije ispaljivali tucet kunaija umjesto metaka. Naknadno, njezini ninje nose posebne chakra oklope koji ih čine otpornima na ninjutsu i genjutsu.

### Zemlja Trave
Zemlja Trave (草の国, Kusa no Kuni) je dom selu Kusagakure. Malo se zna o toj zemlji, no vjerojatno je veoma bogata biljkama.

### Zemlja Vodopada
Zemlja Vodopada (滝の国, Taki no Kuni) sastoji se od ogromnog vodopada koji skriva Takigakure, njezino skriveno selo. Ne zna se mnogo o toj zemlji, osim da je Tim 7 imao misiju koja ih je tamo odvela.

### Zemlja Vrtloga
Ne zna se mnogo o toj zemlji, no nekako je nestala sa zemljovida Ninja svijeta. Vjeruje se da je uništena tijekom jednog od Ninja ratova. Jedna od tadašnjih stanovnika bila Kushina Uzumaki, Narutova majka. Ostali prezivjeli clanovi su razdvojeni, ali se pojavljuju u serijalu Shippuden.

## Ostale ne-shinobi pokrajine

### Zemlja Crvenog Graha
Zemlja Crvenog Graha spomenuta je u 194. epizodi animea. Ništa se drugo ne zna o njoj.

### Zemlja Čaja
Zemlja Čaja (茶の国, Cha no Kuni) je mala pokrajina u kojoj je Tim 7 pomogao mlađem bratu Ibikija Morino, Idateu Morino, da pobijedi utrku s velikim ulozima. Sastoji se od dva odvojena otoka.

### Zemlja Kamenja
Zemlja Kamenja (石の国, Ishi no Kuni) prikazana je u 159. epizodi animea. Njome upravlja redovnik.

### Zemlja Kandže
Zemlja Kandže (爪の国, Tsume no Kuni) je spomenuta u 177. anime epizodi. Ondje je, s jedne strane, vladala napetost između te nacije i Zemlje Očnjaka. Dvije su strane jedva izbjegle rat zahvaljujući Jiraiyinim Icha Icha novelama koje su pogreškom dostavljene feudalnom vladaru Zemlje Očnjaka.

### Zemlja Meda
Zemlja Meda je spomenuta u 194. epizodi animea. Ništa se drugo ne zna o njoj.

### Zemlja Močvara
Zemlja Močvara (泥地の国, Numa no Kuni) prikazana je u 152. epizodi animea. Ondje je Anko Mitarashi štitila njezinog daimyoa, Chichiyaa.

### Zemlja Mora
Zemlja Mora (海の国, Umi no Kuni) je prikazana u 194. eipizodi animea. Orochimaru je ondje imao skrovište te su ondje skladišteni neki od njegovih zabranjenih eksperimenata. Jedan od njegovih suradnika nastavio je taj rad nakon Orochimarova odlaska, što je dovelo do napada na okolne brodove.

### Zemlja Očnjaka
Zemlja Očnjaka (牙の国, Kiba no Kuni) je spomenuta u 177. anime epizodi. Ondje je, s jedne strane, vladala napetost između te nacije i Zemlje Kandže. Dvije su strane jedva izbjegle rat zahvaljujući Jiraiyinim Icha Icha novelama koje su pogreškom dostavljene feudalnom vladaru Zemlje Očnjaka.

### Zemlja Povrća
Zemlja Povrća (菜の国, Na no Kuni) je prikazana u anime epizodama 187-191. Naruto, Choji i Hinata su poslani kao pratnja manjoj skupini trgovaca, bez znanja o tome da se kćer daimyoa te zemlje, Haruna, nalazila među njima.

### Zemlja Ptica
Zemlja Ptica (鳥の国, Tori no Kuni) je mala pokrajina u koju su Naruto i Tim Guy (bez Rock Leeja) poslani u "Zemlja Ptica" filler dijelu priče. Poslani su da bi istražili glasinu o duhu Noroimushe ta kako bi štitili daimyoa, Tokija. S vremenom su saznali da je skupina lutajućih ninja (s vođom koji se izdavao kao savjetnik feudalnog vladara) željela zaposjesti zemlju izazivajući složenu urotu. Ninje su na kraju poražene.

### Zemlja Rijeke
Zemlja Rijeke (川の国, Kawa no Kuni) se nalazi između Zemlje Vatre i Zemlje Vjetra. Akatsuki je imao svoje skrovište u toj pokrajini prije nego što su ga Sakura Haruno i Chiyo uništile u svojoj borbi sa Sasorijem. Malo, osim toga, se zna o toj pokrajini.

### Zemlja Udona
Zemlja Udona (ウドンの国, Udon no Kuni) se prvi put spomenula u 192. epizodi animea. Daimyo te zemlje je Chikara-sama te je trenutno zaručen za princezu Fuku iz Zemlje Vatre.

### Zemlja Valova
Zemlja Valova (波の国, Nami no Kuni) je relativno siromašna nacija te zato nema skriveno selo. To je izoliran otok, no bio je veoma bogat, sve dok se Gato nije počeo zanimati za njega. Slomio je volju ljudi te prisvojio uvoz/izvoz industriju, što je bilo okrutno za ekonomiju te zemlje. Tim 7 je svoju prvu pravu misiju imao upravo u toj zemlji te je, uz pomoć njezinih stanovnika, uspio slomiti i završiti Gatov teror jednom zauvijek.

#### Veliki Naruto most
Veliki Naruto most (ナルト大橋, Naruto Ōhashi) je ime dano mostu kojeg je sagradio Tazuna u namjeri da završi Gatov teror nad ekonomijom Zemlje Valova. Dok je Gato još uvijek imao vlast nad tom zemljom, Tazuna je počeo graditi most kako bi opet omogućio besplatan uvoz i izvoz, pri čemu bi ekonomija zemlje imala priliku za oporavak. Tazuna je odlučio most nazvati po Narutu Uzumakiju zbog svega što je učinio da inspirira njega i njegovog unuka te usput i ostatak stanovništva.

## Skrivena sela
Skrivena sela (隠れ里, Kakurezato) ili sela shinobija (忍の里, Shinobi no Sato) su ninja sela koja služe kao vojna sila svojoj pokrajini. Skriveno selo održava svoju ekonomiju obučavajući svoje stanovnike da budu ninje od malih nogu te ih koristi kao radnu snagu u različitim misijama koje bi drugi ljudi bili voljni platiti (od čišćenja nečijeg dvorišta za je dnu plaću, do primanja konstantnog budžeta od zemlje zbog služenja i borenja za svoju zemlju u ratu). Skrivena sela pet velikih pokrajina imaju Kagea (kage-sjena) kao svog vođu.

### Amegakure
Amagakure ("Selo Skriveno u Kiši") je malo skriveno selo u Zemlji Kiše. Očito je to neko veoma slobodno selo, pošto je pošten broj njegovih ninja ili missing-nin, ili će kao jedan završiti. Amegakure je prije bilo pod vodstvom Hanza, iako ga je tijekom civilnog rata Zemlje Kiše ubio Akatsukijev vođa, Pein. Time je zapravo Pein postao Amegakurin vođa. Pein trenutačno koristi selo kao svoju bazu operacija za Akatsuki te vlada kao bog seljana. Oni predani prijašnjem Amegakuri napadaju selo s vremena na vrijeme u namjeri pokušavanja ubijanja Peina, iako neuspješno. Također se čini da ima divovski vodopad.

### Getsugakure
Getsugakure ("Selo Skriveno ispod Mjeseca") je skriveno selo Zemlje Mjeseca. Ta se pokrajina kratko pojavljuje na štitniku čela tijekom Chunin ispita te je glavno mjesto radnje Trećeg Naruto filma.

### Hoshigakure
Hoshigakure ("Selo Skriveno među zvijezdom") je predstavljen tijekom "Selo Zvijezde" filler dijela radnje. Nalazi se u Zemlji Medvjeda. Hoshigakure je osnovan negdje nakon pada stranog meteorita, kojeg zovu "zvijezda", na njegovu lokaciju. Nakon njezina pada, nikakvo drveće ni biljke više nisu rasle u okolici. Iz dijaloga njegovih stanovnika može se pretpostaviti da se je Hoshigakure osnovao nedugo nakon osnivanja Konohe. Njegov vođa je Hoshikage (Sjena Zvijezde), a time je i Kage u samom imenu. Ostala sela ne priznavaju Hoshigakure kao ravnoga sebi, niti je ijedan ninja u njemu dostojan nositi titulu Hoshikagea. 
Meteorit sam po sebi nije velik, no zrači povećanom chakra radijacijom. Prvi Hoshikage je bio sposoban izmisliti metodu treninga koja bi ninjama u selu omogućila da pridobe moć zvijezde, čime bi mogli doći do natprirodnih chakra razina. Svršetak treninga bi korisniku dao gotovo nepobjedivu chakra kontrolu, i to toliko jaku da bi je mogao zgusnuti u štit ili njome kreirati krila za let. Trening je eventualno zabranio Treći Hoshikage nakon što je shvatio kakve smrtne posljedice ima trening za one koji ga pohađaju. Čak i ako ninja preživi trening, njegovi bi ga efekti eventualno ubili. Samo su Natsuhi i Horotubi, Sumarovi roditelji, uspjeli preživjeti trening, no oboje su eventualno umrli. Trećeg je Hoshikagea ubio Akahoshi, koji je postao zamjenski Hoshikage i ponovno uveo trening. Znajući što zvijezda čini, odlučio je ignorirati njezine efekte u nadi da će natjerati ostala sela da prihvate Hoshigakure.
Tim Guy je poslan u Hoshigakure kao tijelohranitelj za misiju koja traje od epizode 178 do 183, te im se je Naruto pridružio podmitivši Tsunade s visoko kvalitetnom čokoladom. Ondje sreću Sumara, dječaka koji se nada postati Hoshikage dostojan svoje titule. Naruto suosjeća sa Sumarom, pošto su njihovi ciljevi i ambicije jednake. Tim Guy i Naruto eventualno saznaju za tajnu sela te je Naruto uništava nakon što si ju je Akahoshi usadio u prsa.

### Iwagakure
Iwagakure ("Selo Skriveno u među Kamenjem") se nalazi u Zemlji Zemlje. Kao jedno od pet velikih ninja sela, Iwagakure ima Kagea za vođu, Tsuchikagea. Malo se zna o tom selu, no njegove se ninje specijaliziraju na jutsuima baziranim na zemlji. U prošlosti je to selo bilo u ratu s Konohagakureom, što se dijelom moglo vidjeti u "Kakashi Gaiden" dijelu radnje. Velik broj ninja ubio je Četvrti Hokage, tako da oni nisu saveznici Konohe. Deidara iz Akatsukija potječe odande.

### Kemurigakure
Kemurigakure ("Selo Skriveno u Dimu") je selo spomenuto u 101. epizodi animea. Njegova je lokacija nepoznata, kao i sposobnosti njegovih ninja. Jedine tri ninje iz tos sela su bile malo nesposobne, na to se ne mora odnositi na prosjek cijelog sela. Umjesto toga, te tri ninje bi više mogle biti netalentirani odmetnici toga sela.
Shinobiji Dima predstavljeni u animeu, koji sebe nazivaju braćom Moya, prikazani su kao priglupe, nesposobne ninje koje nikada nisu pokušale izvesti nijedan jutsu, no, umjesto toga, pokušavaju raznim podmuklim, i očito čudnim, trikovima doći do pobjede. Kakashi je spasio ženu od vođe, kojeg se oslovljava s Aniki (to nije ime, nego samo znači "veliki brat"), koji se pokušao nasilno oženiti njome. Nakon što ih je onesposobio i zavezao, Kakashi je otišao sa ženom, dovodeći vođu u neugodnu situaciju. Taj je događaj očito bio toliko neznačajan da ga se Kakashi nije ni mogao sjetiti nakon ponovnog susreta s braćom Moya. Pošto je Kakashi jevo posredovanje bilo slučajno, vjeruje se da se Kemurigakure nalazi u Zemlji Vatre jer je dim, osim toga, prirodni produkt vatre. Braća Moya se vraćaju nekoliko godina nakon tog događaja u namjeri da se osvete Kakashiju čudnim metodama, no nijedna od njih nije uspjela.

### Kirigakure
Kirigakure ("Selo Skriveno u Magli") je skriveno selo jedne od pet velikih pokrajina te se nalazi u Zemlji Vode. Njezin vođa je Mizukage. Malo se zna o tom selu, no njezine se ninje specijaliziraju na vodenim jutsuima.
Međutim, bazirano na raznim sjećanjima nekih likova iz animea, čini se da mnoge ninje toga sela rukuju mačem. U prošlosti su završni ispiti za postajanje Genina bili dosta neljudski: učenici, koji su bili prijatelji, koji su zajedno trenirali i jeli s istog stola, morali su se boriti jedan protiv drugoga u borbama do smrti. Kakashi je spomenuo kako je selo zbog tog ispita dobilo nadimak "Selo Skriveno u Krvavoj Magli". Ta je okrutna metoda, međutim, ukinuta kada je Zabuza Momochi, dječak koji nije uspio proći čak i predispite za ninja akademiju, pobjesnio i ubio sve učenike razreda završne godine.
Sedam najboljih shinobija sela poznati su kao "Sedam mačevalaca Magle" te svaki od njih rukuje velikim i/ili jedinstvenim oružjem. Kisame Hoshigaki, Zabuza Momochi i Raiga Kurosuki, tri poznata pripadnika te skupine, postala su missing-nini. Od njih troje samo je Kisame još živ. Identiteti ostale četvorice ostaju tajna.
Ovo je selo jednom bilo dom poznatom klanu Kaguya, koji je imao kekkei genkai sposobnost kontroliranja vlastitih kostiju. Klan Kaguya protjeran je kada je započeo rat protiv vlastitog sela. Razlog toj akciji klana Kaguya bila je njihova ljubav prema borbi i ubijanju. Vjerojatno je mir u Zemlji Vode uzrokovao da taj klan napadne svoje vlastito ninja selo zbog ljubavi prema borbi. Klan je eventualno poražen te je Kimimaro Kaguya ostavljen kao posljednji preživjeli pripadnik.
U 303. poglavlju mange Yamato je to selo ponovno nazavao Selom Skrivenim u Krvavoj Magli te je spomenuo kako su ondje učenike i prijatelje puštali da se bore jedan potiv drugoga s namjerom da ih pretvore u bezosjećajne strojeve za ubijanje. Yamato je rekao kako je Sai treniran na taj način da bi mogao služiti Danzovom Rootu.

### Konohagakure
Konohagakure ("Selo Skriveno među Lišćem") je jedno od pet velikih sela te se nalazi u Zemlji Vatre. Kao takvo, ono ima Kagea za vođu, Hokagea. Također je to glavno skriveno selo u seriji te većina glavnih likova ondje živi. Konohagakure se smatralo najmoćnijim skrivenim selom, no, nakon Orochimarove invazije, njegova se moć smanjila. Unatoč tomu, Konohagakure nastavlja primati i izvršavati misije kako bi mogao očuvati svoj ugled.

### Kumogakure
Kumogakure ("Selo Skriveno među Oblacima") nalazi se u Zemlji Munje. Kao jedno od pet velikih ninja sela, Kumogakure ima Kagea za vođu, Raikagea. U prošlosti su Konohagakure i Kumogakure bili u ratu te je, tijekom mirovnih ugovora, jedan od ninja iz tog sela pokušao oteti Hinatu Hyugu, što je rezultiralo incidentom i završilo smrću Nejijevog oca. Malo se, osim toga, zna o selu, no njegove se ninje specijaliziraju na jutsuima baziranim na munjama. Iz tog sela također potječe i Yugito Nii, nositelj Dvorepe demonske mačke. Yugito tvrdi kako je ona drugi najjači ninja svojeg sela.
Prema Kabutovim informativnim kartama, nijedan ninja Oblaka nije sudjelovao na Chunin ispitu. Bez obzira na to, nekoliko je Oblak-nina bilo prisutno u animeu.

### Kusagakure
Kusagakure ("Selo Skriveno u Travi") nalazi se u Zemlji Trave. Ništa se dalje ne zna o tom selu, no njegove se ninje specijaliziraju na jutsuima koji imaju veze sa životinjama i biljkama. Sudeći prema ninjama koje potječu iz Kusagakurea, može se pretpostaviti da je to selo mnogo manje ugodnije od Konoha gakurea. Zetsu iz Akatsukija potječe odande.
Tijekom drugog stupnja Chunin ispita, Orochimaru i njegove ninje preuzele su identitet Genin tima od tri osobe iz Kusagakurea koristeći misterioznu tehniku koja doslovno rastopi lica svojih žrtava i dopušta da je ih drugi preuzmu. Ta je tehnika ubijene Trava-nine učinila prepoznatljivima samo preko njihive ID kartice Kasnije, u konačnom trećem stupnju ispita, dvojicu ninja iz Kusagakurea zaposlio je njihov feudalni vladar kako bi mogli presresti Gaaru i poraziti ga na putu prema svojoj borbi protiv Sasukea, čime bi on mogao pobijediti okladu na borbu. Kada Gaara nije reagirao, oni su ga napali te su ubijeni bez oklijevanja. Njihove su smrti, nasreću, Gaaru držale dalje od napada na Naruta i Shikamarua jer je on svoju žudnju za krvlju zadovoljio, barem za taj trenutak.

### Otogakure
Otogakure ("Selo Skriveno u Zvuku") je Orochimarovo osobno skriveno selo, osnovano samo sa svrhom sakupljanja ninja za njegove eksperimente i potražnje za učenjem jutsua. Tri ninje Zvuka (Dosu Kinuta, Zaku i Kin), pod Orochimarovim zapovjedima, prijavili su se na Chunin ispit s ciljem ubijanja Sasukea Uchihe. Međutim, Orochimaru ih je ustvari koristio samo kao pokusne kuniće za testiranje Sasukeove moći nakon dobivanja ukletog pečata. Ninje Otogakurea su koristile napade bazirane na zvuku, tj. koristili su vibraciju i zvuk kako bi poremetili protivnikov vid ili ravnotežu.

### Sunagakure
Sunagakure ("Selo Skriveno među Pijeskom") je skriveno selo Zemlje Vjetra. Kao jedno od pet velikih ninja sela, Sunagakure ima Kagea za vođu, Kazekagea. Gaara, Temari i Kankuro su ninje visokog levela iz tog sela. Rečeno je da jednorepi Shukaku potječe odande te da je stvoren od duše mrtvog redovnika koji je bio zarobljen u čajniku.

### Takigakure
Takigakure ("Selo Skriveno u Vodopadu") nalazi se u Zemlji Vodopada. Vodi ga Shibuki, koji se na početku činio prevelikom kukavicom za taj posao. Ne zna se ništa dalje od toga, no njegove se ninje specijaliziraju na vodenim jutsuima. Također, vođa Takigakurea je razvio vrstu vode zvanu Voda Junaka, koja je iscjeđena iz jednog veoma starog drveta. Ona daje korisniku 10 puta veću chakra razinu od obične; međutim, posljedice ispijanja te vode mogu za njega biti kobne. Kakuzu iz Akatsukija potječe odande.
U prvom dijelu Chunin ispita bilo je šest sudionika (u animeu 12) iz Takigakurea, no nijedan od njih nije uspio doći do trećeg stupnja ispita.

### Tonbogakure
Tonbogakure ("Selo Skriveno ispod Vilinog konjica") je malo selo predstavljeno u "Konoha 11" filler dijelu radnje, a nalazi se u Pokrajini Planina. 30 godina prije početka serije, Tonbogakure je bio u ratu s Konohom. Nakon iznenadnog napada Konohe, ono je proglasilo primirje. Dva dana kasnije, međutim, drugo ga je selo dokrajčilo. Samo je Gennou, koji se u to vrijeme nalazio u Konohi, preživio uništenje.

### Yukigakure
Yukigakure ("Selo Skriveno među Snijegom") nalazi se u Zemlji Zemlji Snijega te je predstavljeno u Prvom Naruto filmu. Za sada se malo zna o tom selu. U filmu, ninje iz tog sela imaju posebne "chakra oklope", koji svoje korisnike štite od većine napada te pri tome povećavaju njegove sposobnosti. Ninje iz tog sela također obično koriste jutsue koji iz leda stvaraju oblike raznih životinja. Na kraju filma snijeg se postupno otopio i pokrajina je svoj naziv promijenila u "Zemlja Proljeća". Nije poznato što se nakon toga dogodilo sa selom.